# Who's Next
Who's Next è il quinto album in studio del gruppo musicale rock britannico The Who, pubblicato nel 1971. La rivista Rolling Stone lo ha inserito al 28º posto della sua lista dei 500 migliori album di tutti i tempi. Viene considerato una pietra miliare della musica rock del XX secolo.

## Storia

### Lifehouse
Dopo la pubblicazione del precedente album, nel 1969, Pete Townshend concepì un'altra opera rock intitolata Lifehouse, che avrebbe dovuto fondere rock e teatro ma il progetto non si concretizzò e il chitarrista decise di salvarne comunque le tracce da pubblicare nel nuovo album. Il gruppo è in uno stato di grazia come si evince da composizioni come l'iniziale Baba O'Riley con un'introduzione di sintetizzatore e dedicata al guru Meher Baba e al compositore Terry Riley e Bargain; gli altri brani di punta dell'album sono la ballata Behind Blue Eyes e Won't Get Fooled Again. My Wife è stata scritta dal bassista John Entwistle ed è l'unico brano non scritto da Townshend. Going Mobile è un pezzo acustico cantato da Townshend che racconta una storia d'amore. Nel disco suona anche il pianista Nicky Hopkins in The Song Is Over e Getting in Tune. Eccetto Baba O' Riley e Won't Get Fooled Again (la prima e l'ultima canzone dell'album), tutte le tracce sono canzoni d'amore.
Il gruppo tenne una conferenza stampa il 13 gennaio 1971, spiegando che gli Who avrebbero fatto una serie di concerti presso lo Young Vic Theatre, dove avrebbero sviluppato gli elementi di un programmato film-concerto con il pubblico in sala. Dopo che Keith Moon ebbe completato le riprese del film 200 Motels di Frank Zappa, il gruppo si esibì nel primo dei concerti allo Young Vic il 15 febbraio. Lo show incluse un nuovo sistema quadrifonico costato 30.000 sterline; il pubblico venne principalmente invitato da varie organizzazioni come ostelli della gioventù, con soli pochi biglietti destinati al pubblico normale.
Dopo i concerti iniziali, la band volò a New York ai Record Plant Studios su suggerimento di Kit Lambert. Il gruppo venne raggiunto in studio da Al Kooper (organo), Ken Ascher (piano) e Leslie West (chitarra). Townshend utilizzò una chitarra modello Gretsch del 1957, datagli da Joe Walsh, durante le sessioni; con il tempo divenne la sua chitarra principale per le registrazioni in studio. La partecipazione alle sessioni di Lambert fu minima, e il manager si rivelò incapace come tecnico e produttore non riuscendo a mixare correttamente le tracce. All'epoca aveva iniziato a prendere droghe pesanti, mentre Townshend eccedeva nel bere brandy quotidianamente. La situazione venne salvata dal tecnico del suono Glyn Johns, che decise di spostare le sedute agli Olympic Sound Studios.
Il gruppo diede un'ulteriore serie di concerti allo Young Vic il 25 e 26 aprile, che furono registrati dal Rolling Stones Mobile Studio da Andy Johns, ma Townshend si era ormai disilluso del progetto Lifehouse e i successivi show in programma furono annullati. Il progetto si era rivelato impraticabile a vari livelli, e causò parecchio stress alla band e il deterioramento dei rapporti tra Townshend e Lambert. Anni dopo, nelle note interne della versione rimasterizzata dell'album in CD, Townshend scrisse che il fallimento del progetto lo aveva portato sull'orlo di un forte esaurimento nervoso. Gli spettatori allo Young Vic non erano interessati a interagire con la band sul palco per creare nuovo materiale, ma volevano semplicemente sentire gli Who che suonavano My Generation e vederli sfasciare gli strumenti. All'epoca, Roger Daltrey disse che gli Who "non furono mai così vicini allo scioglimento".
Sebbene il progetto di Lifehouse venne abbandonato, alcuni elementi rimasero nell'album finale, inclusi l'uso di sintetizzatori e computer. Uno dei concetti iniziali di Lifehouse prevedeva l'alimentazione dei dati personali dei membri del pubblico nel controller di un sintetizzatore per creare un "accordo universale" che avrebbe concluso il film proposto. L'abbandono di Lifehouse diede al gruppo maggiore libertà, senza bisogno di mettere in sequenza i brani per realizzare un concept album (come fatto per Tommy). Ciò permise alla band di concentrarsi sui singoli brani, rifinendoli per bene e uniformando la sonorità.

### Registrazione e produzione

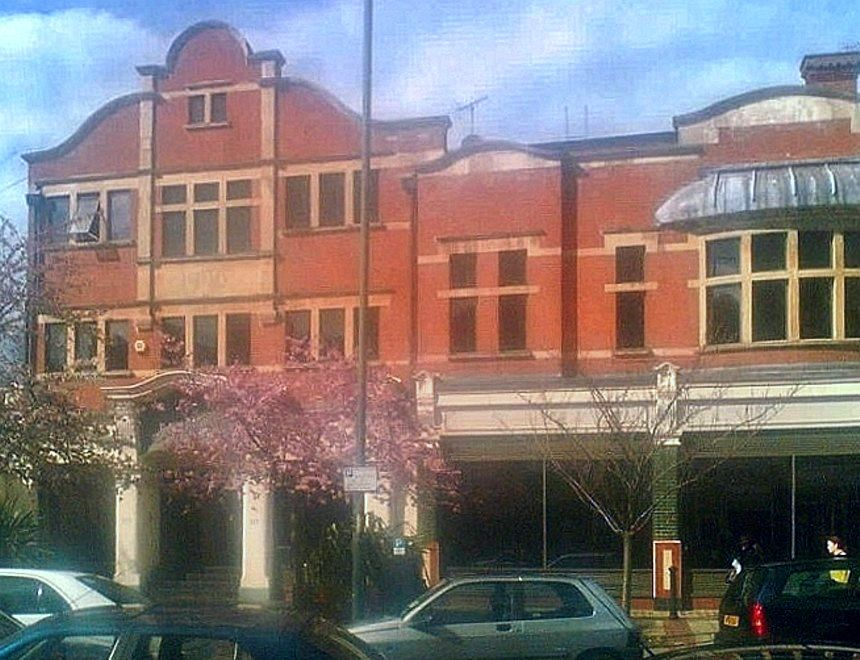
Gran parte di Who's Next venne registrato agli Olympic Studios, Londra, con Glyn Johns alla console.

La prima sessione di registraziones ebbe luogo a casa di Mick Jagger, a Stargroves, all'inizio dell'aprile 1971, utilizzando lo studio Rolling Stones Mobile. La traccia base di Won't Get Fooled Again fu incisa qui prima che la band decidesse di spostare le registrazioni presso gli Olympic dietro suggerimento di Johns; la prima seduta si svolse il 9 aprile, con il tentativo di buttare giù la traccia base di Bargain. La maggior parte delle sessioni ebbero luogo a maggio, quando il gruppo incise Time is Passing, Pure and Easy, Love Ain't for Keeping (che ricevette un nuovo arrangiamento acustico), Behind Blue Eyes, The Song Is Over, Let's See Action e Baba O'Riley. Nicky Hopkins si occupò delle parti di pianoforte, mentre Dave Arbus fu invitato da Moon a suonare il violino in Baba O'Riley. My Wife di John Entwistle venne aggiunta all'album molto tardi a sessioni avanzate, essendo stata composta in origine per il suo album solista.
In contrasto alle sessioni svoltesi a Record Plant e Young Vic, le registrazioni con Johns andarono bene e il tecnico si concentrò principalmente sull'ottenimento di un buon suono, dove invece Lambert era sempre concentrato sull'immagine della band. Townshend ricordò: «Ci stavamo solo sbalordendo dei suoni che Glyn stava producendo». Townshend impiegò alcuni dei primi modelli di sintetizzatore e modificò il suono in vari modi: utilizzò un effetto drone su varie canzoni, principalmente in Baba O'Riley e Won't Get Fooled Again, ma anche in Bargain, Going Mobile e The Song Is Over. Il sintetizzatore fu usato come parte integrante del suono, e non solo come effetto sonoro come nel caso di molti altri artisti dell'epoca. Lo stile alla batteria di Moon è molto differente rispetto ai primi album degli Who, essendo più formale e meno incentrato su lunghi assoli, in parte grazie al supporto del sintetizzatore, ma anche grazie alle tecniche di produzione senza fronzoli di Johns, che ha insistito su una buona performance di registrazione che utilizzava la sfarzosità solo quando era veramente necessario. Johns fu determinante nel convincere gli Who che dovessero semplicemente far uscire un disco singolo, ritenendo eccellenti le canzoni registrate. Il gruppo gli diede libertà totale nell'assemblare un album dal materiale registrato, mettendo le tracce che preferiva e nell'ordine desiderato. Nonostante iol contributo chiave di Johns, egli ricevette solo un accredito come produttore associato nelle note del disco.

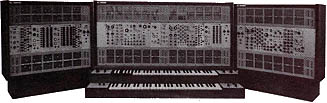
Un sintetizzatore ARP simile a quello utilizzato in Who's Next

L'album si apre con la celebre Baba O'Riley, che include piano e sintetizzatore processato da Townshend. Il titolo della canzone è un omaggio al guru di Townshend, Meher Baba, e al compositore minimalista Terry Riley. La traccia d'organo proviene da un nastro demo più lungo di Townshend, porzioni del quale saranno inserite in seguito nell'album tributo a Baba I Am, tratte dal materiale scartato da Who's Next. La prima strofa della canzone successiva, Bargain, «I'd gladly lose me to find you», proviene da una frase utilizzata da Baba. Entwistle scrisse My Wife dopo un litigio con la moglie ed esagerò il conflitto nel testo del brano. Pure and Easy, una traccia fondamentale dell'abortito progetto Lifehouse, non rientrò nella selezione finale, ma la frase d'apertura del testo fu inclusa come coda a The Song is Over.
Behind Blue Eyes include un'armonia in tre parti cantata da Daltrey, Townshend ed Entwistle e venne scritta per l'antagonista principale in Lifehouse, Brick. Moon, stranamente, non suona nella prima metà della traccia, fatto che venne in seguito descritto dal biografo degli Who Dave Marsh come "il periodo di tempo più lungo di assenza di Keith Moon in tutta la sua vita". La traccia di chiusura, Won't Get Fooled Again, era un atto di critica verso le rivoluzioni, di qualsiasi tipo. Townshend spiegò: «Una rivoluzione è una rivoluzione solo a lungo termine, e un sacco di persone si fanno male nel frattempo».

## Copertina
La copertina è una foto del gruppo scattata a Easington Colliery, ritratto apparentemente appena dopo aver finito di urinare su un monolite di cemento. Secondo il fotografo Ethan Russell, la maggior parte degli Who non fu in grado di urinare davvero, e quindi venne gettata dell'acqua sui lati della costruzione per simularne l'effetto. Il monolite presente in copertina viene spesso visto come un ironico riferimento al celebre monolite del film 2001: Odissea nello spazio di Stanley Kubrick, che era uscito nei cinema solo tre anni prima e per il quale la band avrebbe dovuto comporre alcune delle musiche. Nel 2003, il canale televisivo americano VH1 ha nominato la copertina di Who's Next come una delle migliori di sempre.
Esiste una versione scartata della copertina dell'album, che avrebbe dovuto raffigurare delle donne nude obese, ma l'idea venne accantonata quasi subito. Altra copertina alternativa a cui si era pensato, era una foto del batterista Keith Moon vestito in lingerie nera, con una frusta in mano e una parrucca da donna in testa.

## Pubblicazione e promozione

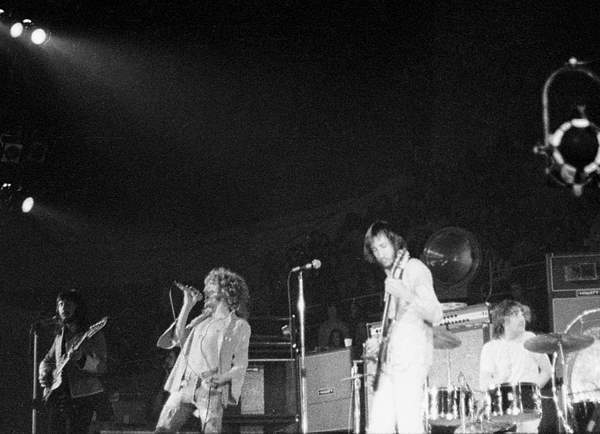
The Who in concerto a Charlotte (Carolina del Nord), poco tempo dopo la pubblicazione di Who's Next

Il singolo principale estratto dall'album, Won't Get Fooled Again (accorciato a tre minuti e mezzo di durata), fu pubblicato il 25 giugno 1971 in Gran Bretagna e a luglio negli Stati Uniti, prima dell'uscita dell'album. Il 45 giri raggiunse le posizioni 9 e 15 nelle rispettive classifiche. L'album venne pubblicato in agosto negli Stati Uniti e il 27 agosto in Gran Bretagna. Divenne l'unico disco degli Who a raggiungere la vetta della classifica nel Regno Unito.
Gli Who iniziarono un tour negli Stati Uniti proprio prima che l'album venisse lì pubblicato. La scaletta nei concerti venne rinnovata, e mentre includeva ancora qualche brano tratto da Tommy, erano numerose le novità con l'inserimento di tracce del nuovo album quali My Wife, Baba O'Riley e Won't Get Fooled Again che divennero brani molto popolari. Le ultime due vedevano la band suonare con l'accompagnamento di una traccia base pre-registrata contenente le parti di sintetizzatore. Il tour si trasferì nel Regno Unito in settembre, includendo uno show al The Oval, Kennington, di fronte a 35,000 spettatori, e il concerto d'apertura del Rainbow Theatre a Finsbury Park, prima di tornare negli Stati Uniti, terminando il 15 dicembre a Seattle. Il gruppo si prese quindi una pausa di otto mesi, il più lungo break della loro carriera fino a quel punto.
Svariate altre canzoni registrate durante le sessioni di Who's Next, ma non incluse nella versione finale del disco, furono successivamente pubblicate su singoli o compilation varie. Let's See Action uscì come singolo nel 1971, seguita da Join Together nel giugno 1972 e da Relay in novembre. Pure and Easy, Put the Money Down e Too Much of Anything furono pubblicate nell'album Odds & Sods, mentre Time is Passing venne inserita nella ristampa del 1998 in formato CD dello stesso disco. Una cover di Baby Don't You Do It venne registrata durante le sessioni di Who's Next, e la versione più lunga disponibile al momento è stata inclusa nell'edizione deluxe dell'album.
L'album è stato ristampato numerose volte in vari formati ricorrendo a nastri di diversa provenienza. I nastri master originali degli Olympic si crede siano andati perduti, da quando la Virgin Records gettò via molti vecchi nastri quando acquisì lo studio negli anni ottanta.

## Accoglienza
| Recensione        | Giudizio         |
| ----------------- | ---------------- |
| AllMusic          |                  |
| OndaRock          | (Pietra Miliare) |
| Piero Scaruffi    |                  |
| Rolling Stone     |                  |
| The Village Voice | A+               |

Billy Walker diede una valutazione positiva dell'album su Sounds, sottolineando che «Dopo la genialità di Tommy si doveva pensare a qualcosa di speciale e la scelta di creare un'opera completamente nuova piuttosto che un'estensione della loro opera rock la dice lunga sul loro coraggio ed inventiva», elogiando soprattutto le canzoni Baba O'Riley, My Wife e The Song Is Over. Robert Christgau, scrivendo su The Village Voice, lo definì «Il miglior album hard rock da anni».

## Tracce
Tutte le tracce sono state composte da Pete Townshend, eccetto dove indicato.

### Edizione originale
Lato A
1. Baba O'Riley – 5:09
2. Bargain – 5:34
3. Love Ain't for Keeping – 2:11
4. My Wife – 3:41 (musica: John Entwistle)
5. The Song Is Over – 6:16

Lato B
1. Getting in Tune – 4:50
2. Going Mobile – 3:43
3. Behind Blue Eyes – 3:39
4. Won't Get Fooled Again – 8:38

### Bonus track dell'edizione 1995
1. Pure and Easy (versione originale; inedito) – 4:22
2. The Seeker – 3:25
3. Baby Don't You Do It (inedito) – 5:14 (musica: Holland-Dozier-Holland)
4. Naked Eye (live) – 5:31
5. Water (live; inedito) – 6:25
6. Too Much of Anything – 4:25
7. Let's See Action (Nothing Is Everything) – 4:03
8. I Don't Even Know Myself – 4:56
9. Join Together – 4:22

### Deluxe Edition (2003)
Disc 1
Il primo disco contiene le nove tracce dell'album originale più sei outtake, ovvero tracce registrate e poi cancellate dall'album (infatti furono registrate al Record Plant di New York nel 1971, ma poi abbandonate: cinque di esse furono registrate nuovamente in Inghilterra nell'anno successivo).
1. Baba O'Riley – 5:01
2. Bargain – 5:33
3. Love Ain't for Keeping – 2:10
4. My Wife – 3:35
5. The Song Is Over – 6:17
6. Getting in Tune – 4:49
7. Going Mobile – 3:43
8. Behind Blue Eyes – 3:42
9. Won't Get Fooled Again – 8:35
10. Baby Don't You Do It (stessa versione del CD del 1995, ma più lunga) – 8:21
11. Getting in Tune – 6:36
12. Pure and Easy (stessa versione del CD del 1995, ma in un mix alternativo) – 4:33
13. Love Ain't for Keeping (versione elettrica con Townshend come cantante, inclusa precedentemente nella riedizione del 1998 di Odds & Sods) – 4:06
14. Behind Blue Eyes (versione alternativa) – 3:30
15. Won't Get Fooled Again (versione originale registrata a New York) – 8:48

Disc 2
Le tracce del secondo disco sono state registrate dal vivo al Young Vic Theathre di Londra il 26 aprile 1971. Tutte non erano state ancora pubblicate tranne Water e Naked Eye. Le canzoni suonate ma non incluse nell'album sono Pinball Wizard, Bony Moronie, See Me Feel Me/Listening to You e Baby Don't You Do It.
1. Love Ain't for Keeping – 2:57
2. Pure and Easy – 6:00
3. Young Man Blues – 4:47
4. Time Is Passing – 3:59
5. Behind Blue Eyes – 4:49
6. I Don't Even Know Myself – 5:42
7. Too Much of Anything – 4:20
8. Getting in Tune – 6:42
9. Bargain – 5:46
10. Water – 8:19
11. My Generation – 2:58
12. Road Runner – 3:14 (Ellas McDaniel)
13. Naked Eye – 6:21
14. Won't Get Fooled Again – 8:50

## Formazione
- Roger Daltrey - voce
- Pete Townshend - chitarra, pianoforte, sintetizzatore
- John Entwistle - basso
- Keith Moon - batteria

Musicisti aggiuntivi
- Nicky Hopkins – pianoforte in The Song Is Over e Getting in Tune
- Dave Arbus – violino in Baba O'Riley
- Al Kooper – organo nella versione alternativa di Behind Blue Eyes
- Leslie West – chitarra nella versione estesa di Baby Don't You Do It

Produzione
- Kit Lambert, Chris Stamp, Pete Kameron – produttori esecutivi
- Produzione musicale: The Who & Glyn Johns
- Ingegnere del suono: Glyn Johns
- Fotografie: Ethan A. Russell

## Cover
Della canzone Behind Blue Eyes è stata realizzata una cover da parte dei Limp Bizkit, inserita nella colonna sonora del film Gothika del 2003.